# 日本ゴルフ協会
公益財団法人日本ゴルフ協会（にほんゴルフきょうかい）は、日本のアマチュアゴルフを統括する財団法人、国内競技連盟。日本スポーツ協会と日本オリンピック委員会に加盟している。また、国際ゴルフ連盟の理事国でもある。

## 歴史
1924年10月17日、全国7つののゴルフ倶楽部（神戸ゴルフ倶楽部、根岸NRCGA、東京ゴルフ倶楽部、鳴尾ゴルフ倶楽部、舞子カントリー俱楽部、程ヶ谷カントリー倶楽部、甲南ゴルフ倶楽部）の代表が、東京・駒沢の東京ゴルフ倶楽部に集まり「ジャパンゴルフアソシエーション」（JGA、のち日本ゴルフ聯盟）設立。日本のゴルフ俱楽部を統括し、外国のゴルフ界に対して日本を代表する組織となった。当初は会長制をとらず、1926年に大谷光明、浅野良三、高木喜寛、南郷三郎、湯川寛吉を実行委員とした。
1927年、JGA主催で日本オープンゴルフ選手権競技を創始。1929年にはハワイのフランシス・ブラウンを代表とするアマチュアチームを招待しており、日本のアマチュアゴルフで初の国際対抗試合がおこなわれるとともに、ブラウンの招待を受けて日本のプロゴルファー（安田幸吉、宮本留吉）が初の海外遠征をおこなっている。1935年には、ゴルフ競技規則（それまでは英文のものを正文として用いていた）の日本語版を完成させた。1937年に「日本ゴルフ聯盟」を「日本ゴルフ協会」に改称するとともに、チェアマン制を改めて会長制とし、森村市左衛門を会長とした。1938年、大日本体育協会（現在の日本スポーツ協会）に加盟。
1942年、大日本体育協会は政府外郭団体「大日本体育会」に組織替えされ、各競技団体は大日本体育会の「部会」に再編された。この際にJGAも解散して「大日本体育会打球部会」となった。戦時体制下で「一部の階層の遊び」と見なされたゴルフに対する風当たりは強かったが、石井光次郎理事長が「ゴルフは日本古来の遊戯（打毬）を復活したもの」と強弁することで大日本体育会の部会として存続することができ、スポーツとしての消滅を免れたというエピソードがある。解散時の加盟倶楽部数は59。
第二次世界大戦が終わると、1945年11月に大日本体育会は解散して各部会を解消、日本体育協会（現在の日本スポーツ協会）として再出発した。JGAも活動を再開するが、ゴルフ場の復旧のため競技再開はこれに遅れた。JGAの正式な復活は1949年の総会決議によるとされる（当初は日本ゴルフ連盟と称したが、翌1950年に日本ゴルフ協会に改称）。1959年には第1回の日本女子選手権を主催。1960年には女子委員会を設置（委員長は三井栄子）。1969年には会則の一部を改定、JGAは一旦解散し、関東・関西の両連盟で改めてJGAを設立した。以後、地区連盟を中心とするゴルフ界の組織再編が進められた。1971年にはTBS女子オープンを継承し、日本女子オープン選手権を主催。1973年、JGAは日本体育協会から退会。
1987年に文部省の法人の認可を得て財団法人となる。1992年に日本体育協会に復帰加盟。 1999年には国民体育大会の正式種目にゴルフが採用された。
また、1993年に日本オリンピック委員会 (JOC) 準加盟団体となり、2005年にJOC正加盟団体となる。

## 主催トーナメント
- 日本オープンゴルフ選手権競技
- 日本女子オープンゴルフ選手権競技
- 日本シニアオープンゴルフ選手権競技
- 日本アマチュアゴルフ選手権競技
- 日本女子アマチュアゴルフ選手権競技
- 日本学生ゴルフ選手権競技
- 日本女子学生ゴルフ選手権競技
- 日本ジュニアゴルフ選手権競技
- 日本シニア選手権
- 日本ミッドアマチュア選手権
- 全国小学生ゴルフ大会